# Виссон
Виссо́н — тончайшая ткань, белая, реже золотистая. Драгоценная ткань древности, употреблявшаяся для одежды первосвященников, царей, фараонов, центурионов и патрициев, в неё заворачивали мумии фараонов. Неоднократно упоминается в исторических источниках, в Священном Писании. Египтяне, иудеи, римляне, византийцы носили виссон: такая популярность объяснялась высочайшим качеством этой материи, её легкостью, тонкотканностью и прочностью. К примеру, пару перчаток из виссона можно сложить в скорлупу грецкого ореха.

## Состав
Состав спорен, материалом часто называют лён, либо нить, выделяемую некоторыми видами моллюсков. В пользу льна говорит само название виссона — byssus (англ.) (byssal thread, byssus thread), от др.-греч. βύσσος, берущего начало в семитском בוץ — «буц». В Библии параллельно термину «בוץ‎» используется термин «שש‎» (шеш), в синодальном переводе — «тонкий лён», причём первоначально словом «шеш» обозначали ткань из Египта, а «буц» — сходную с ней сирийскую. Есть мнение, что изначально виссоном называлась именно льняная или хлопчатобумажная ткань.

## История
Геродот, описывая процесс бальзамирования египетских мумий, говорит, что «тело с головы до ног закутывалось повязками из виссона». Египтолог Джон Гарднер Уилкинсон обнаружил виссон в египетских царских захоронениях и пересчитал нити, чтобы оценить мастерство древнеегипетских ткачей. Он обнаружил в одном дюйме ткани 152 нити основы и 71 уточную нить, что позволило ему утверждать: виссон — одна из тончайших тканей, ибо сравнить её можно только с современными образцами, самые тонкие из которых содержат 88 уточных нитей. По одной из легенд, именно из виссона, а вовсе не из шкуры овцы, было сделано и Золотое руно. В Средние века виссон вырабатывали в Индии и в средиземноморских странах, из него делали чулки и перчатки. Ныне лишь несколько женщин на Сардинии сохраняют искусство прядения из виссона.
С развитием европейской цивилизации на смену виссону пришел китайский шёлк. Производство виссона в Европе практически полностью прекратилось, небольшое количество его поступало из Индии. В XVIII веке на юге Франции и Италии возродилось виссонопроизводство. В 1870 году Жюль Верн пишет в своих «20 000 лье под водой»: «Вдруг мне стало жарко, я сбросил с плеч свою виссоновую куртку».

## Изготовление
Нити виссона жители Средиземноморья собирали в прибрежной зоне, в местах скопления двустворчатого моллюска — благородной пинны (Pinna nobilis), в ноге которого расположена биссусовая железа, вырабатывающая белковый секрет — биссус (byssus, что по-английски и означает «виссон»). Биссус затвердевает в виде пучка прочных шелковистых нитей длиной около 6 сантиметров, с помощью которых моллюск закрепляется на предметах под водой. Одна особь производит 1—2 грамма нити, поэтому, чтобы выработать 200—300 граммов виссона, необходимо отделить от камня и обработать тысячу моллюсков.

## Упоминания в Библии
- Скинию же сделай из десяти покрывал крученого виссона и из голубой, пурпуровой и червленой шерсти, и херувимов сделай на них искусною работою; Исх. 26:1
- И сделают ефод из золота, из голубой, пурпуровой и червленой шерсти, и из крученого виссона, искусною работою. Исх. 28:6
- И сделай хитон из виссона и кидар из виссона и сделай пояс узорчатой работы; Исх. 28:39
- Некоторый человек был богат, одевался в порфиру и виссон и каждый день пиршествовал блистательно. Лук. 16:19
- Откровение Иоанна Богослова, 19, 8: «…ибо наступил брак Агнца, и жена Его приготовила себя. 8 И дано было ей облечься в виссон чистый и светлый; виссон же есть праведность святых».